# Balanops vieillardii
Espèce
Balanops vieillardii est une espèce de plantes à fleurs de la famille des Balanopaceae.

## Systématique
Le nom correct complet (avec auteur) de ce taxon est Balanops vieillardii Baill..